# Miroševce
Miroševce je naselje u gradu Leskovcu, Jablanički upravni okrug, Srbija. Prema popisu iz 2022. godine u Miroševcu je živjelo 764 stanovnika.